# Жерино (Орловская область)
Жерино — село в Ливенском районе Орловской области России. Входит в состав Сергиевского сельского поселения.

## География
Село находится на берегу реки Быстрая Сосна, на расстоянии 13 км к юго-востоку от города Ливны, административного центра района, и 122 км к юго-востоку от города Орёл, административного центра области.

### Часовой пояс
Село Жерино, как и вся Орловская область, находится в часовой зоне МСК (московское время). Смещение применяемого времени относительно UTC составляет +3:00.

## Население
| 2002 | 2010 |
| ---- | ---- |
| 340  | ↘331 |

### Национальный состав
Согласно результатам переписи 2002 года, в национальной структуре населения русские составляли 96 % из 340 чел.